# ريكو شيميزو
ريكو شيميزو (باليابانية: 清水玲子؛ بالكانا: しみず れいこ) هي مانغاكا يابانية، ولدت في 26 مارس 1963 في كوماموتو في اليابان.

## روابط خارجية
- ريكو شيميزو على موقع ANN person (الإنجليزية)